# Helga Franckenfeldt
Helga Elvira Franckenfeldt (efter giftermålet Stuxberg), född 19 juni 1851, död 27 juni 1918 i Göteborg, var en svensk skådespelerska.
Helga Franckenfeldt debuterade vid Nya teatern i Helsingfors. Hon tillhörde 1873–1878 kungliga teatrarna och 1879–1880 Svenska teatern, där hon spelade såväl klassiska roller som modern komedi. Franckenfeldt kom att uppmärksammas för sin stil och elegans. Efter att ha gift sig med intendenten vid Göteborgs museum Anton Stuxberg 1881 lämnade hon scenen.